# Désobéissance (Mylène Farmer)
Désobéissance  è l'undicesimo album in studio della cantante francese Mylène Farmer, pubblicato il 28 settembre 2018.

## Tracce
1. Rolling Stone – 3:45 (Mylène Farmer, Feder, Johanna Iser, Peter Hoppe, Anastassia Zimmerman, Ashley Hicklin, Kimberley Sawford, Quentin Segaud)
2. Sentimentale – 4:16 (Mylène Farmer, Feder, Kimberley Sawford)
3. Désobéissance – 3:59 (Mylène Farmer, Leon Deutschmann)
4. N'oublie pas (feat. LP) – 3:39 (Mylène Farmer, Laura Pergolizzi, Nate Campany, Mike Del Rio)
5. Histoires de fesses – 1:57 (Mylène Farmer, Feder)
6. Get Up Girl – 3:37 (Mylène Farmer, Feder, Kimberley Sawford, Tommy Jean)
7. Prière – 3:34 (Mylène Farmer, Feder, Kimberley Sawford)
8. Au lecteur – 3:15 (Charles Baudelaire)
9. Des larmes – 3:48 (Mylène Farmer, Mike Del Rio, Laura Pergolizzi)
10. Parler d'avenir – 3:31 (Mylène Farmer, Leon Deutschmann)
11. On a besoin d'y croire – 3:48 (Mylène Farmer, Feder, Anastassia Zimmerman)
12. Retenir l'eau – 4:13 (Mylène Farmer, Leon Deutschmann)

Versione deluxe
1. Untitled – 3:44
2. Histoires de fesses (Extended Version) – 3:05 (Mylène Farmer, Feder)

## Classifiche
| Classifica (2018)   | Posizione massima |
| ------------------- | ----------------- |
| Belgio (Fiandre)    | 19                |
| Belgio (Vallonia)   | 1                 |
| Francia             | 1                 |
| Svizzera            | 3                 |
| Svizzera (Romandia) | 1                 |